# Yves Loiseau
Pour les articles homonymes, voir Loiseau.
Yves Loiseau est un journaliste français né à Paris le 26 avril 1943.

## Biographie
Après avoir travaillé en usine puis être devenu directeur de théâtre et animateur culturel en Afrique, Yves Loiseau commence le journalisme par l'Agence de presse Libération. Il est ensuite journaliste à la Direction des Affaires extérieures et de la coopération de l'ORTF avant de rejoindre la 3e chaine de télévision où il est grand reporter au Magazine 52.
Yves Loiseau a collaboré à Combat, Elle, Le Monde diplomatique, Gala, La Truffe, Libération, Le Matin, RFO, la chaîne de l'emploi, etc.
Producteur à France Culture (Les Après Midis de France Culture) puis grand reporter à France Inter, il couvre tous les conflits du tiers monde : Proche-Orient, Afrique, Amérique centrale. Il est ensuite journaliste à France 3.
Il a été président de l'Union nationale des syndicats de journalistes, administrateur de Radio France (CFDT), administrateur (CFDT) de France Télévisions jusqu'en juin 2008.
Yves Loiseau est membre de la Société civile des auteurs multimédia  et de la Société des gens de lettres.
Il est aujourd'hui journaliste correspondant pigiste à Montréal.

## Œuvres écrites
- Yves Loiseau et Pierre-Guillaume de Roux, Portrait d'un révolutionnaire en général : Jonas Savimbi, Paris, éd. de la Table ronde, 1987, 276 p., 22 cm (ISBN 2-7103-0330-2, BNF 34971138).
- Yves Loiseau, Le Grand Troc : le labyrinthe des otages français au Liban, Paris, éd. Hachette, 1988, 332 p., 24 cm (ISBN 2-01-013465-6, BNF 34947907).
- Yves Loiseau, Le Journalisme, Alleur et Paris, éd. Marabout, coll. « Flash Marabout » (no 40), 1991, 95 p., 20 cm (ISBN 2-501-01527-4, BNF 2-501-01527-4).

## Documentaires vidéo
- Explosion à Beyrouth, ORTF 3° Chaine, Magazine 52, Jacques Renoir (réal.) 1973.
- Roumanie, reflets d'une transition France 2 "Orthodoxie" co réalisé avec Pascale Deleule (10 minutes), 1990.
- Elections en Roumanie, Arte, "Transit", SRIEDI (prod),1990 (10 minutes)
- Elections en Roumanie, France 2, Géopolis (émission de télévision), 1992 (13 minutes)
- L'Attente, France 2, Géopolis (émission de télévision), SFIEDI (prod.) 24 minutes
- Etablissement Manducher, les 35 heures, France 3 "Emploi du Temps", Emergence (Prod.), 1994.
- Mac Cain, les 35 heures, France 3, "Emploi du Temps", Emergence (Prod.) 1994
- Bouhyer, les 35 heures, France 3 "Emploi du Temps" Emergence (Prod.), 1994
- Du temps libéré, des emplois sauvegardés, de Ministère du travail de l'emploi et de la formation (prod.) et de Yves  Loiseau (réal.), 1997, 1 cassette vidéo (17 minutes).(BNF 38369454). Copyright 1995.
- Planète amiante : attention !... air contaminé, de Direction régionale du travail, de l'emploi et de la formation professionnelle (prod.) et de Yves  Loiseau (réal.), 1997, 1 cassette vidéo (8 minutes).(BNF 38370038). Vidéo co-réalisée par Catherine Séjourné, sur son idée originale. Copyright 1996. Réédité en 2015 comme fichier vidéo numérique par les Écrans du social, cf. (BNF 44349187).

- Yasser Arafat : itinéraire, de JBA production (prod.) et de Yves  Loiseau (réal.), 1999, 1 cassette vidéo (54 minutes).

- Angola, la fin australe du communisme de AMIP Production (prod) et de Yves Loiseau (réal.), 2017, (52 minutes) https://www.youtube.com/watch?v=P4et8nqEBGA

- Je me souviens... toujours, de 2P2L et de France 3 Normandie (Producteurs) co-réalisé et écrit avec Pascale Deleule, 2023, (52 minutes) (ISAN 0000-0006-51C6-0000-8-0000-0000-D)